# José María Gutiérrez de Alba
José María Gutiérrez de Alba (Alcalá de Guadaíra, provincia de Sevilla, 2 de febrero de 1822- Alcalá de Guadaíra, 27 de enero de 1897) fue un poeta, escritor, periodista y dramaturgo español.

## Biografía
Nació en el seno de una familia de labradores acomodados. Estudió latín y griego en los jesuitas de Sevilla y Aranjuez y posteriormente pasó una temporada trabajando en el campo con su padre antes de matricularse en la Universidad de Sevilla y cursar estudios de Filosofía y Derecho. Con unos amigos fundó El Verjel (sic) en 1844 y poco después, en ese mismo año, empezó a dirigir El Jenio de Andalucía. Dirige también en 1845 El Duende y colabora en El Centinela de Andalucía. Empezó a probarse como escritor con la novela La Tapada y su primera pieza teatral, hoy perdida, de 1844; en 1845 estrena tres piezas dramáticas, dos de las cuales se reponen. En 1847 se traslada a Madrid para terminar la carrera de Derecho, pero abandona pronto los estudios para consagrarse por completo a las letras; en 1849 colabora en La Gaceta Mercantil. En 1856 publica sus Fábulas políticas; esto, o más bien su estrecha amistad con el general Leopoldo O'Donnell le causa un consejo de guerra en Sevilla que lo condena a diez años de presidio en Ceuta; pero lo evita exiliándose en París. 
Una amnistía en 1858 por el nacimiento de Alfonso XII le permite regresar. Vive en Carabanchel y en 1859 se casa con Matilde Pérez de Marube. Con su pieza 1864 y 1865 creó el género teatral-musical de la revista musical española, que no hay que confundir con el más general europeo de la revista. Tomó parte activa en los acontecimientos revolucionarios que en 1868 obligaron a Isabel II a abandonar el trono de España. Aprovechó la apertura para recoger y publicar sin censura once piezas dramáticas en su Teatro político-social (colección de textos dramáticos) (1869); lleva un "Juicio crítico" de su amigo el periodista y ensayista demócrata Nicolás Díaz Benjumea. En Madrid permanece hasta 1870, escribiendo la mayoría de sus obras teatrales y colaborando con importantes periódicos usando a veces los pseudónimos "Chit Hamete Berengena" o "Licenciado Salsipuedes".
El 20 de septiembre de 1869 ya había presentado su “Memoria-exposición” a Manuel Silvela en la pedía que se renovaran las relaciones diplomáticas de la recién nacida Primera República con las naciones hispanoamericanas:
Hubo un tiempo en que nuestro orgullo consistía en decir, que jamás dejaba de alumbrar el sol en los dominios españoles; hoy debemos aspirar a la realización más bella de esa frase, no por el derecho de la fuerza, sino por los vínculos de fraternidad y amor entre pueblos que tienen un mismo origen, una misma civilización y unas mismas aspiraciones.
Las ideas de Gutiérrez de Alba calaron en el gobierno y el 3 de diciembre fue nombrado agente confidencial en Nueva Granada con el propósito de indagar el estado de los inmigrantes españoles en la Nueva Granada y estudiar el comercio indirecto que se hacía entre aquel país y la Península por intermedio de Cuba y Puerto Rico, además de investigar las causas por las cuales la Nueva Granada no había reanudado relaciones con España. En 1870 y hasta 1883 se le encarga pues una importante misión, llegando primero a Puerto Rico, donde permaneció dos meses, y luego a Bogotá, donde residió durante trece años realizando diversos viajes por todo el país; tras un fallido intento de crear una sociedad agrícola en Villa de Leyva (Boyacá) le permitieron dirigir un Instituto Agrícola en el pueblo de La Concepción, provincia de García Rovira. Allí se radicó hasta el 1° de diciembre de 1883. Escribió además Impresiones de un viaje a América, un diario de viaje inédito y manuscrito en más de diez tomos de cuatrocientas páginas cada uno que, además de sus memorias, reúne más de 450 láminas, entre ellas varias piezas de los artistas de costumbres más destacados de la época; allí fundó además en abril de 1879 El Cachaco: Periódico agridulce y jocoserio, conservador, radical e independiente, consagrado a decir la verdad en chanza a todos los partidos, a todos los hombres y de todas las cosas y colaboró en otros muchos, por ejemplo El Deber de Bogotá. Frecuentó además la recién creada Academia de la lengua y una amplia gama de personajes de la sociedad y las letras en Colombia: Eustorgio Salgar y Manuel Murillo, Santos Gutiérrez, Julián Trujillo, Rafael Núñez y el escritor José Manuel Marroquín; además José María Vergara y Vergara, José María Samper, el general Emigdio Briceño, el poeta Ricardo Carrasquilla, la familia del general Joaquín Posada Gutiérrez, el compositor italiano Oreste Sindici, Medardo Rivas y todos los miembros de la redacción de El Mosaico, por citar solo algunos.
De vuelta a Alcalá de Guadaíra, se le nombra bibliotecario municipal, cargo especialmente creado para él. Colabora con cuentos, poemas, artículos y cuadros de costumbres en Barcelona Cómica, La Ilustración Artística de Barcelona, Perecito, de Sevilla; La Ilustración Española y Americana de Madrid; El Cronista de Sevilla, Miscelánea y Sevilla en Broma de Sevilla, El Baluarte de Sevilla, Mari-Clara de Sevilla, Don Quijote de Madrid, El Heraldo de Madrid y El Nuevo Régimen de Madrid entre otras.
En sus piezas teatrales se atrevió a introducir personajes de la vida pública, promoviendo el cultivo del género de la revista, que se consolidaría en el panorama teatral decimonónico español ya en el último tercio del siglo. También trató de concienciar a las masas: en Una mujer literata (1851), Gutiérrez de Alba parece afrontar el debate sobre el lugar de la mujer en la familia burguesa. Sin duda su éxito teatral más resonante fue Diego Corrientes o El bandido generoso, un drama sobre el bandolerismo. Otros fueron El tío Zaratán, Hombre tiple y mujer tenor, Un club revolucionario, La elección de un diputado, Los farsantes y Maese Gorgorito o El teatro y el convento etcétera, pues fue un dramaturgo muy fecundo, que cada año componía tres o cuatro piezas. El sesgo demócrata, social y crítico de este teatro es evidente.

## Viaje a América
Una de las obras más emblemáticas que publicó luego de su recorrido por América, fue "Impresiones de un viaje a América". Esta obra está dividida en trece tomos, donde explica el motivo de su viaje. Sin embargo, los tomos correspondientes al II, III y IV fueron posiblemente destruidos por el mismo autor. En el primer tomo, aparte de relatar los motivos de viaje, expresa desde un lenguaje poético, sus intereses y objetivos personales. Relata un diario de viaje muy estricto donde revela lo que más le impactó desde su embarque, sus contratiempos, además los hombres con quienes se relacionó, entre otros. El primer tomo constituye únicamente el viaje desde España a la costa de Puerto Rico, para llegar finalmente a Costa Rica, donde nos hace entender que permanece hasta el 4 de abril, mientras lo finaliza, rodeando la costa de Puerto Rico, hacia San Thomas. No se sabe a ciencia cierta a qué viajes consistían sus tomos faltantes, sin embargo, en los siguientes, encontraremos su llegada a Colombia, donde se maravillaría con la riqueza natural y geológica de la región.
En el quinto tomo, Gutiérrez de Alba se demuestra ansioso por iniciar un recorrido a los llanos de San Martín, con dos sirvientes que le fueron provistos para sus deseos. Relata las peculiaridades de ambos, donde son aptos para la caza con cerbatanas la taxidermia y la natación. En todos sus diarios de viaje, da datos específicos de los lugares a los que visita. La geografía, tiende a causarle gran interés, pues relata el clima, los animales, las personas, los metros al nivel del mar y las costumbres de las población, sin quedarse únicamente en tópicos naturales, sino también la arquitectura de las ciudades que visita, como los monumentos y tradiciones que serán el tema central de su último tomo (XIII Ampliación de algunas ideas y explicación de algunas palabras contenidas en esta obra). 

## Obras más importantes

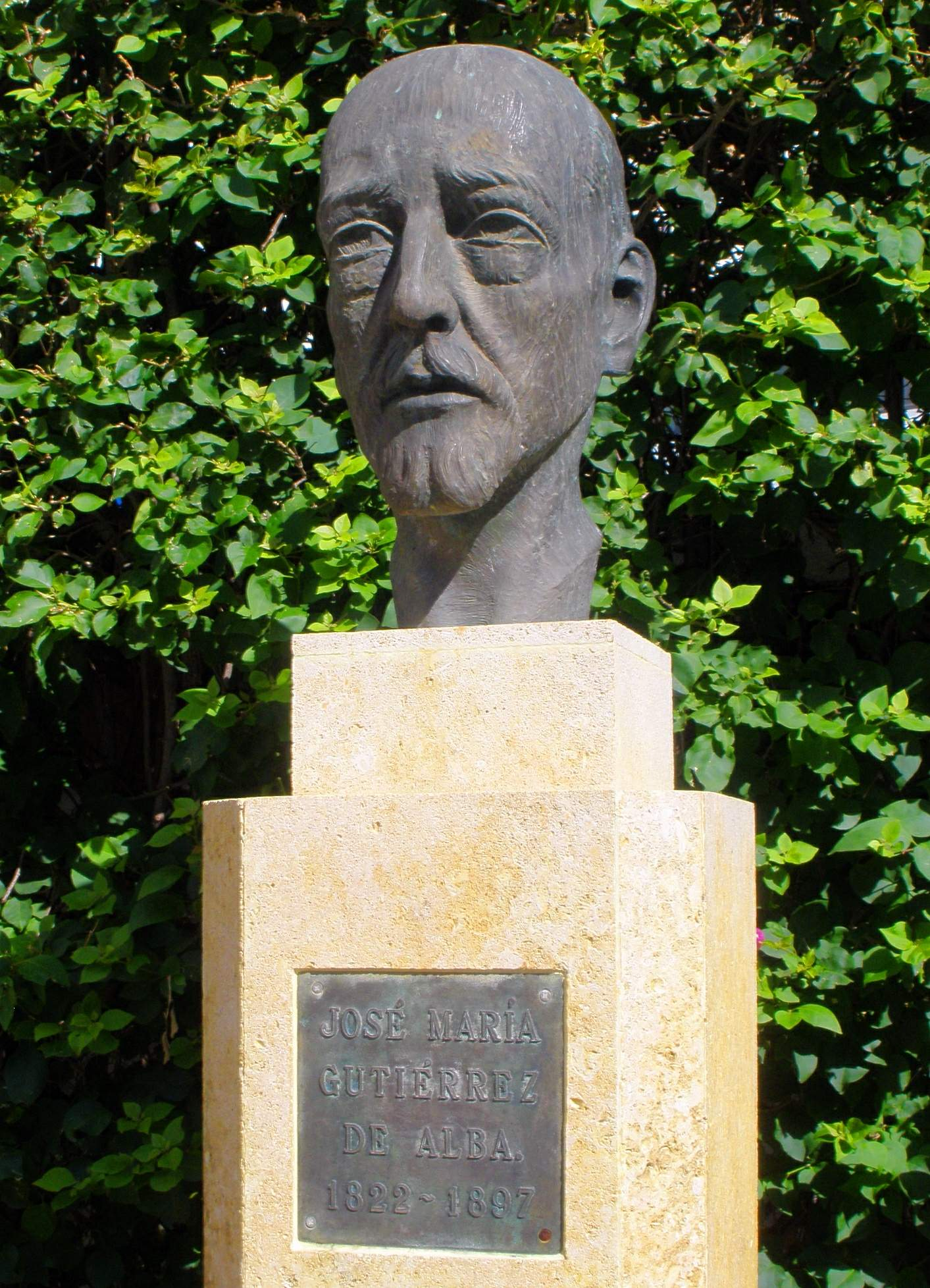
Monumento a José María Gutiérrez de Alba en la Plaza del Cabildo de su Alcalá de Guadaira natal

### Poesía
- Lecciones para el pueblo. Fábulas políticas o sean sinapismos, ventosas y cantáridas, aplicables a algunos enfermos de toda situación, con la historia de ocho animales célebres de la Isla de los Camaleones. (1856). 2.ª ed. Caracas, 1857.
- Romancero Español Contemporáneo, 1863, dos ediciones.
- Álbum de excentricidades, caprichos, locuras y tonterías, escritas a vuelapluma y coleccionadas en honor del ilustrísimo, excelentísimo, eminentísimo y enamoradísimo poeta D. Manuel Carnevali, exmarqués de Dos Hermanas, vizconde de San Nicolás del Puerto, caballero de la Llave de los Corazones, de la Espuela de Galán y de la Flor de Lila, condecorado con la Gran Cruz de Retama Macho, el Toisón de Lana, el Cordón Umbilical y las tres &c. &c. &cs…, modelo de amantes y espejo de la nobleza española, 1888 (letrillas carnavalescas)
- "Poemas y leyendas (I)", en Biblioteca Universal, tomo CXXIX, 1890.
- "Poemas y leyendas (II)", en Biblioteca Universal, tomo CXXX, 1891.
- Elementos de agricultura. Poemita didáctico para las escuelas de instrucción primaria, 1895.

### Narrativa
- La tapada. Novela tradicional (1846). Hay edición moderna de 1984 y una facsímil de 1997.
- La ambición por amor, Orizaba (México), 1859.
- Vasco Núñez de Balboa. Leyenda histórica, 1881 (romance y romance histórico).
- Del cielo a la tierra. Viaje curioso del apóstol San Pedro a este pícaro mundo, y sus consecuencias entre los ángeles, entre los diablos y entre los hombres, 1896, novela.
- La política de aldea, 1898, novela póstuma con ribetes de historia.

### Cuadros de costumbres
- El pueblo andaluz. Sus tipos, sus costumbres, sus cantares, 1887.

### Teatro
- La mujer de dos maridos (1845)
- Detrás de la Cruz está el Diablo (1845)
- Las elecciones (1846)
- El ladrón José María (1846)
- Diego Corrientes o El bandido generoso (1848), muy reestrenado y muy reimpreso
- El tío Zaratán. Parodia de Guzmán el Bueno (1849)
- Hombre tiple y mujer tenor (1849)
- La roca encantada (1849)
- Un club revolucionario (1850)
- Una mujer literata (1850)
- La elección de un diputado (1851)
- Empeños de honra y amor (1851)
- Un infierno o la casa de huéspedes (1853)
- La flor de la serranía (1856), zarzuela.
- Un día de prueba (1858).
- Un recluta en Tetuán (1860)
- Vanidad y pobreza 1860, comedia.
- Un verso de Virgilio, 1860, comedia.
- Un auto de prisión, 1861 (zarzuela).
- El hijo de la caridad, 1861, (drama).
- Un jaleo en Triana (cuadro cómico-lírico de costumbres andaluzas), 1861.
- Los españoles en Méjico, 1862.
- 1864 y 1865 (revista cómico-lírico-fantástica), 1865, nueve ediciones.
- La dote de Patricia (fábula lírico-dramática), 1865, dos ediciones.
- Maese Gorgorito o el teatro y el convento (zarzuela), 1865.
- Revista de un muerto. Juicio del año 1865 (apropósito fantástico), 1866 tres ediciones.
- Enfermedades secretas (cuadro alegórico-fantástico), 1866.
- Por amor al arte o la escuela de declamación (juguete cómico), 1866.
- 1866 y 1867 (revista), 1866.
- La estrella de Belén (fantasía bíblica), 1866.
- Don Carnaval y doña Cuaresma (juicio verbal e instrumental), 1867.
- El café cantante (juguete cómico-lírico), 1867.
- Los farsantes. Paso que pasó en un lugar de la Mancha en el siglo XVII, escrito en lengua arábiga por Chit Hamete Berengena y traducido al español por el licenciado Salsipuedes (1868)
- Consolar al triste. Imitación a Ronsard (comedia) 1868.
- El castillo del fantasma (melodrama), 1868.
- Las aleluyas vivientes (revista diorámica de 1867), 1868.
- ¿Quién será el rey? o los pretendientes (cuadro jocoso escrito sobre un asunto muy serio) (1868)
- Teatro político-social (colección de textos dramáticos) Madrid, Imprenta de Manuel Minuesa, 1869. Contiene once obras anteriores.
- El lobo en el redil (drama), Puerto Rico, 1870.
- El castillo misterioso (melodrama lírico), 1878.
- El crimen de los Alisos (drama), 1879, dos ediciones
- El pecado original o Adán y Eva (zarzuela infantil), 1880.
- Clarita o Broma por Broma (juguete cómico-lírico), 1880.
- Última meditación de Bolívar (monólogo), 1882.
- Pedro Jiménez (juguete cómico publicado con el título Pecar sin malicia), 1886.
- La moza del cura (juguete cómico), 1887, dos ediciones.
- Libertad de cultos (entremés cómico-lírico impolítico), 1887.
- Del infierno a Madrid. Viaje de ida y vuelta (fantasía cómico-lírica), 1893.

### Viajes
- Apuntes de viaje de San Juan de Puerto Rico a la sierra de Luquillo (1870), 10 vols. manuscritos con 466 acuarelas, dibujos, fotografías y litografías.

### Autobiografía
- Mi confesión general. Memorias íntimas de José María Gutiérrez de Alba, 1890- inédita.

### Otras obras
- La política en imágenes, 1868.
- Cartilla agraria o tratado elemental de agricultura y ganadería dedicado a la juventud de Colombia, [Bogotá] 1878.